# Cừu đỏ Maasai

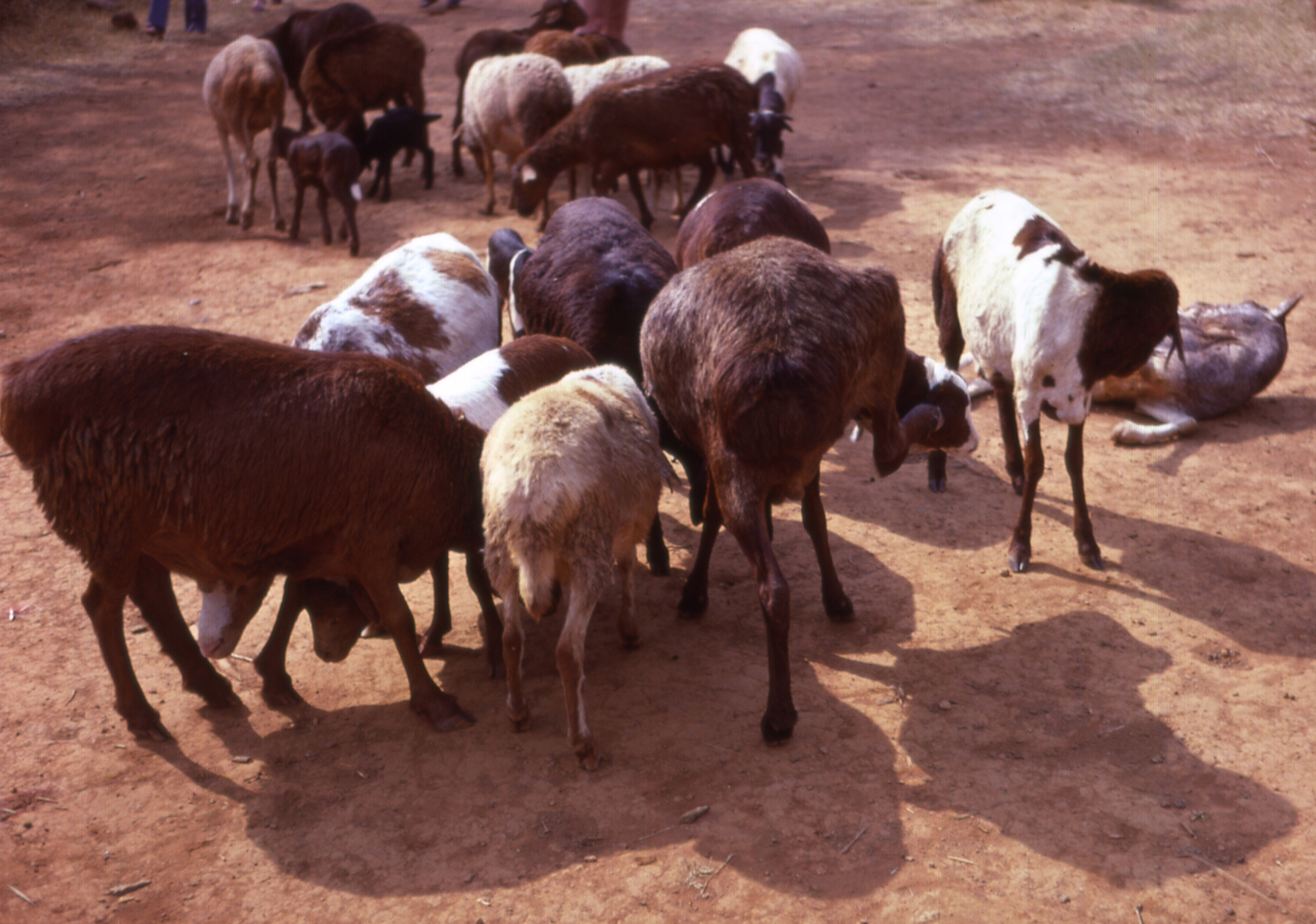
Cừu đỏ Maasai ở Kenya

Cừu đỏ Maasai là một giống cừu bản địa có nguồn gốc ở vùng Đông Phi. Đúng như tên gọi của nó, chúng là giống được lưu giữ bởi người Maasai, mặc dù cả nhưng người chăn gia súc (mục súc) và nông dân sản xuất nhỏ (nông hộ) ở Kenya, Tanzania, và Uganda cũng đang nuôi giữ nhưng bầy cừu đỏ Maasai.
Giống cừu này là một dòng của những con cừu đuôi béo, có nghĩa là chúng không sản xuất len và được nuôi giữ chủ yếu để lấy thịt cừu và thỉnh thoảng là sữa cừu. Mặc dù năng suất thấp hơn so với một số giống cừu khác lớn lên ở Đông Phi, nhưng chúng rất có giá trị đối với sức chịu đựng của chúng trong điều kiện khô hạn và kháng tương đối mạnh của mình để ký sinh trùng nội. Chúng là tài sản quý báu của người Massai.

## Lịch sử
Mặc dù nguồn gốc chính xác của chúng được cho là không rõ ràng, Cừu đỏ Maasai theo nhận thức phổ biến chúng thì có nguồn gốc từ Kenya bắt nguồn từ tên gọi của nó gắn liền với người dân và vùng đất Massai ở Kenya và từ lâu đã là một phần của nền văn hóa nông nghiệp của thung lũng đới đứt gãy Đông Phi (Great Rift). Mặc dù văn hóa Maasai truyền thống làm nơi gia súc là các giống bò nội có tính nổi bật cao hơn so với động vật nhai lại tầm nhỏ như dê và cừu, nhiều người Maasai và những nông hộ nhỏ ở Kenya, Tanzania, và Uganda đã nuôi nhiều giống cừu này.
Cừu đỏ Maasai là giống cừu chiếm ưu thế cừu trong cuộc sống của người Maasai và các bộ tộc khác ở Kenya cho đến những năm 1970, khi các khoản trợ cấp bắt đầu hỗ trợ việc lai với cừu Dorper và các loại nhập khẩu khác. Được phát triển tại Nam Phi, cừu Dorper bắt đầu được lai rộng rãi với những con cừu Kenya bản địa. Hôm nay, ít có giống thuần chủng của cừu đỏ Maasai vẫn tồn tại mà con lai là đa số, điều này làm cho tương lai của giống cừu này không chắc chắn. Cừu đỏ Maasai đã được nghiên cứu về việc sử dụng bảo quản lạnh đối với tinh trùng (phôi tinh đông lạnh) để duy trì nguồn gen của chúng khi đối mặt với nạn lai tạp tràn lan.

## Đặc điểm
Cừu đỏ Maasai được đặt tên theo màu sắc thông thường của chúng màu đỏ nâu, mặc dù chúng cũng có thể có màu khác nhạt hơn. Giống này là một con chiên lông ngắn, có nghĩa là nó không sản xuất len, mặc dù nó có thể có một lớp lôn khoác xù xì của nó. Nó cũng là một giống cừu mỡ đuôi được biết đến với các lượng chất béo rõ ràng tích trữ ở cái đuôi lớn ở đuôi và chân sau của nó. Cừu đỏ Maasai là giống cừu có tầm vóc trung bình đến lớn của thân cừu. Tất cả những yếu tố này có nghĩa là cừu đỏ Maasai là phù hợp để cho thịt thay vì sợi.
Cừu đỏ Maasai cừu đã nổi tiếng về khả năng chống lại các bệnh tật ký sinh truyền nhiễm nội như Haemonchus contortus. Ở châu Phi, dịch đặc biệt có thể gây ra thiệt hại chăn nuôi lớn, vì nông dân mà còn thường dựa vào đất chăn thả chung chạ. Một số xem xét lại các nghiên cứu đã chỉ ra rằng so với các giống được du nhập như Dorper, cừu đỏ Maasai là có khả năng đáng kể để chống ký sinh trùng. Những khả năng có giá trị lớn đến hoạt động nuôi cừu khác do thua lỗ tài chính gây ra bởi ký sinh trùng ở vùng chăn nuôi cừu. Do đó, các nhà khoa học đã tập trung vào việc cố gắng xác định những gen chịu trách nhiệm cho sức đề kháng ký sinh trùng nội bộ trong bộ gen của cừu đỏ Maasai.
Trán chúng phẳng, xương mũi lồi ra, chúng có hố nước mắt, mõm của chúng mỏng, môi hoạt động, răng cửa sắc, nhờ đó chúng có thể gặm được cỏ mọc thấp và bứt được những lá thân cây mềm mại, hợp khẩu vị trên cao để ăn. Chúng có thói quen đi kiếm ăn theo bầy đàn, tạo thành nhóm lớn trên đồng cỏ. Trong da chúng có nhiều tuyến mồ hôi và tuyến mỡ hơn dê. Bởi thế chúng bài tiết mồ hôi nhiều hơn và các cơ quan hô hấp tham gia tích cực hơn vào quá trình điều tiết nhiệt. Mô mỡ dưới da của chúng phát triển tốt hơn dê và ngược lại ở các cơ bên trong của chúng có ít tích lũy mỡ hơn dê. Chính vì vậy, thịt chúng nhiều nạc hơn thịt dê.

## Chăn nuôi
Chúng có tính bầy đàn cao nên dễ quản lý, chúng thường đi kiếm ăn theo đàn nên việc chăm sóc và quản lý rất thuận lợi. Chúng cũng là loài dễ nuôi, mau lớn, ít tốn công chăm sóc. So với chăn nuôi bò thì chúng là vật nuôi dễ tính hơn, thức ăn của chúng rất đa dạng, thức ăn của chúng là những loại không cạnh tranh với lương thực của người. Chúng là động vật có vú ăn rất nhiều cỏ. Hầu hết chúng gặm cỏ và ăn các loại cỏ khô khác, tránh các phần thực vật có gỗ nhiều. Chúng có chế độ hoạt động ban ngày, ăn từ sáng đến tối, thỉnh thoảng dừng lại để nghỉ ngơi và nhai lại. Đồng cỏ lý tưởng cho chúng như cỏ và cây họ Đậu. Khác với thức ăn gia súc, thức ăn chính của chúng trong mùa đông là cỏ khô.
Chúng là loài ăn tạp, có thể ăn được nhiều loại thức ăn bao gồm thức ăn thô xanh các loại như: rơm cỏ tươi, khô, rau, củ quả bầu bí các loại, phế phụ phẩm công nông nghiệp và các loại thức ăn tinh bổ sung như cám gạo ngũ cốc. Mỗi ngày chúng có thể ăn được một lượng thức ăn 15-20% thể trọng. Chúng cần một lượng thức ăn tính theo vật chất khô bằng 3,5% thể trọng. Với nhu cầu 65% vật chất khô từ thức ăn thô xanh (0,91 kg) và 35% vật chất khô từ thức ăn tinh (0,49 kg). Khi cho chúng ăn loại thức ăn thô xanh chứa 20% vật chất khô và thức ăn tinh chứa 90% vật chất khô.
Nguồn nước uống là nhu cầu cơ bản của chúng. Lượng nước cần cho chúng biến động theo mùa và loại và chất lượng thực phẩm mà chúng tiêu thụ. Khi chúng ăn nhiều trong các tháng đầu tiên và có mưa (kể cả sương, khi chúng ăn vào sáng sớm), chúng cần ít nước hơn. Khi chúng ăn nhiều cỏ khô thì chúng cần nhiều nước. Chúng cũng cần uống nước sạch, và có thể không uống nếu nước có tảo hoặc chất cặn. Trong một số khẩu phần ăn của chúng cũng bao gồm các khoáng chất, hoặc trộn với lượng ít.

## Chăm sóc
Sau khi cho phối giống 16-17 ngày mà không có biểu hiện động dục lại là có thể cừu đã có chửa, Căn cứ vào ngày phối giống để chuẩn bị đỡ đẻ cho cừu (thời gian mang thai của cừu 146-150 ngày) nhằm hạn chế cừu sơ sinh bị chết; Có thể bồi dưỡng thêm thức ăn tinh và rau cỏ non cho cừu có chửa nhưng tuyệt đối tránh thức ăn hôi mốc; Khi có dấu hiệu sắp đẻ (bầu vú căng, xuống sữa, sụt mông, âm hộ sưng to, dịch nhờn chảy ra, cào bới sàn…) nên nhốt ở chuồng riêng có lót ổ rơm và chăn dắt gần, tránh đồi dốc.
Thông thường cừu mẹ nằm đẻ nhưng cũng có trường hợp đứng đẻ, tốt nhất nên chuẩn bị đỡ đẻ cho cừu; Sau khi đẻ cừu mẹ tự liếm cho con. Tuy nhiên, vẫn phải lấy khăn sạch lau khô cho cừu con, nhất là ở miệng và mũi cho cừu con dễ thở. Lấy chỉ sạch buộc cuống rốn (cách rốn 4–5 cm), cắt cuống rốn cho cừu con và dùng cồn Iod để sát trùng; Giúp cừu con sơ sinh đứng dậy bú sữa đầu càng sớm càng tốt (vì trong sữa đầu có nhiều kháng thể tự nhiên); Đẻ xong cho cừu mẹ uống nước thoải mái (có pha đường 1% hoặc muối 0.5%).
Cừu con trong 10 ngày đầu sau khi đẻ cừu con bú sữa mẹ tự do; Từ 11-21 ngày tuổi cừu con bú mẹ 3 lần/ngày, nên tập cho cừu con ăn thêm thức ăn tinh và cỏ non, ngon; 80-90 ngày tuổi có thể cai sữa. Giai đoạn này phải có cỏ tươi non, ngon cho cừu con để kích thích bộ máy tiêu hóa phát triển (đặc biệt là dạ cỏ) và bù đắp lượng dinh dưỡng thiếu hụt do sữa mẹ cung cấp không đủ; Cừu sinh trưởng và phát triển nhanh, mạnh ở giai đoạn này.